# アンドレーアス・C・ビマー
'アンドレーアス・Ｃ.・ビマー（Andreas C. Bimmer, 1943年生）は、ドイツの民俗学者。マールブルク大学（ヘッセン州）ヨーロッパ・エスノロジー学科／研究所上級研究員。

## 経歴
マールブルク大学でインゲボルク・ヴェーバー＝ケラーマンに学び、その協力者としてマールブルク大学の民俗研究を支えた。ヴェーバー＝ケラーマン女史門下の後輩ジークフリート・ベッカーと共に『ヘッセン民俗文化研究誌』にたずさわり、多くの特集を組んで、自らも執筆した。ヴェーバー＝ケラーマンによるドイツ民俗学史『フォルクスクンデ　－　ゲルマニスティクと社会科学の間』の第二版『ヨーロッパ・エスノロジーの形成 / ドイツ民俗学誌』を女史と共に執筆し、また主著者没後の第三版をベッカーと共に同タイトルで刊行した（邦訳：文緝堂 2011）

## 著作（日本語訳）
- 動物に居場所はない　－　人間の公共の場から動物を追放する動きをめぐるエッセイ（原著1991年） 河野眞訳・解説　愛知大学『文明２１』第32号（2014）pp.127-137.（愛知大学国際コミュニケーション学会編「動物倫理の西洋文化」3）